# Typhlodromalus sinespinosus
Typhlodromalus sinespinosus är en spindeldjursart som beskrevs av Moraes, Zannou och Oliveira 2006. Typhlodromalus sinespinosus ingår i släktet Typhlodromalus och familjen Phytoseiidae. Inga underarter finns listade i Catalogue of Life.